# Sulzdorf (Kaisheim)
Sulzdorf ist ein Gemeindeteil des Marktes Kaisheim im Landkreis Donau-Ries (Regierungsbezirk Schwaben, Bayern).
Das Pfarrdorf Sulzdorf mit seinem damaligen Gemeindeteil Bergstetten war eine selbstständige Gemeinde im Landkreis Donauwörth und wurde am 1. Juli 1971 im Zuge der Gebietsreform in Bayern in den Markt Kaisheim eingemeindet und am 1. Juli 1972 mit Kaisheim zusammen dem Landkreis Donau-Ries zugeschlagen. Bergstetten bildet jetzt eine eigene Gemarkung.
Die katholische Pfarrei Sankt Margareta in Sulzdorf gehört zum Dekanat Weißenburg-Wemding im Bistum Eichstätt.

## Geschichte
Sulzdorf wurde erstmals 1035 in Dokumenten des heiligen Liutger (Leodegar) Graf von Lechsgmünd und Graisbach († 1074) urkundlich erwähnt. Das nach Suolz (sumpfiges Gelände) benannte Dorf gehörte zu den Liegenschaften des von ihm gestifteten Kloster St. Walburg in Eichstätt.
Am 28. August 1329 wurde es gegen andere Güter an die Zisterzienserabtei Kaisheim getauscht.

## Baudenkmäler
Siehe: Liste der Baudenkmäler in Sulzdorf